# Жежерін Всеволод Петрович
Жежерін Всеволод Петрович (4 травня 1910, Київ − 1994) — український зоолог (орнітолог).
В. П. Жежерін народився 4 травня 1910 р. у сім'ї вчителя природознавства. Невдовзі сім'я переїхала до м. Хорол Полтавської губернії. У середині 1920-х рр. повернулися до Києва. Після завершення семирічної школи Всеволод Петрович вступає до Київського механічного технікуму. Після його завершення деякий час пропрацював техніком-механіком, згодом вступає на механічний факультет Київського політехнічного інститут, де через 3 роки вимушений перервати навчання через хворобу. Освіту він зміг продовжити тільки у 1938 р. після перенесення декількох операцій. Не зважаючи на бажання батька, він вступає на біологічний факультет Київського університету. Під час Німецько-радянської війни за станом здоров'я він був звільнений від призова та евакуйований до Киргизстану, де працював у системі захисту рослин та на протичумній станції. У 1943 р. В. П. Жежерін був призваний до лав Радянської армії. До Києва він повернувся у 1946 р., навчання закінчував заочно, суміщаючи навчання з робою в Управлінні по заповідникам, Київському зоопарку, Українському товаристві мисливців та рибалок, Київському лекційному бюро. З 1957 до 1974 рр. В. П. Жежерін працював у Інституті зоології АН України. У 1970 р. захистив кандидатську дисертацію з спеціальності «зоологія».
В. П. Жежерін пішов з життя у 1994 р.

## Наукова діяльність
Наукова діяльність В. П. Жежеріна була пов'язана з вивченням орнітофауни Українського Полісся. Результатом цих досліджень стало написання та захист у 1970 р. кандидатської дисертації на тему «Орнітофауна Українського Полісся та її залежність від ландшафтних та антропічних факторів». У дисертації була розроблена оригінальна методика обліку птахів, зроблений ґрунтовний екологічний аналіз просторового поширення птахів. В. П. Жежерін брав активну участь у написанні книги «Редкие и исчезающие растения и животные Украины» (1988). Була підготовлена, але залишилась неопублікованою монографія «Дятли України».
В. П. Жежерін значну увагу приділяв питанням охорони природи. Ним написана та опублікована велика кількість брошур та статей, присвячених охороні птахів.

## Наукові публікації
В. П. Жежерін автор близько 20 наукових та науково-популярних праць. Основні з них:
- Жежерин В. П. О продвижении на восток некоторых видов птиц в северной части Украины // Тезисы докл. 4 Прибалтийской орнитологич. конф. − Рига, 1960.
- Жежерин В. П. К расширению ареала некоторых западных элементов орнитофауны Украины // Труды 4 Прибалтийской орнитологич. конф. − Рига, 1961.
- Жежерін В. П. Хижі птахи України та їх охорона. − К.: Рад. шк., 1961. − С. 19−20.
- Жежерін В. П. Про поширення чорного лелеки у Волинській області // Зб. пр. Зоол. муз. АН УРСР. − 1961. − № 30.
- Жежерін В. П. Про поширення деяких рідкісних та нечисленних птахів Українського Полісся // Зб. пр. Зоол. муз. АН УРСР. − 1962. − № 31. − С. 104−109.
- Жежерин В. П. Об орнитогеографическом районировании Украинского Полесья // Вторая зоолог. конф. Белорусской ССР: Тез. докл. − Минск, 1962.
- Жежерин В. П. Редкие и исчезающие птицы Украинского Полесья и вопросы их охраны // Вопросы экологии (По материалам 4 экологической конф.). − 1962. − Т. 6.
- Жежерін В. П. Особливості орнітофауни Українського Полісся залежно від ландшафтних умов // Наземні хребетні України. − К.: Наук. думка, 1965. − С. 69−81.
- Жежерін В. П. До систематичних взаємовідношень під орлика великого (Aguila clanga Pall.) та підорлика малого (Aguila pomarina Brehm.) // Зб. праць зоол. музею.- К.: Наук. думка, 1969. — № 33. − С. 91-97.
- Жежерін В. П. Про деякі зміни в орнітофауні Українського Полісся у зв'язку з докорінним перетворенням його природи // Зб. пр. Зоол. муз. АН УРСР. − 1973. − № 35. − С. 68−72.